# Facultad de Teología de Cataluña
La Facultad de Teología de Cataluña es una institución eclesiástica integrada en el Ateneo Universitario San Paciano de Barcelona, tiene carácter universitario y fue fundada el 7 de marzo de 1968. Se dedica al estudio y a la enseñanza de la Teología.

## Historia
La Facultad de Teología de Cataluña fue promovida conjuntamente por el Arzobispo de Barcelona y por el Padre General de la Compañía de Jesús, a partir de la fusión de la Facultad de Teología de la Compañía de Jesús, con sede en San Cugat del Vallés y que tenía un largo historial científico, y el Seminario Conciliar de Barcelona, con sede en la ciudad y de reconocida tradición cultural, afiliado hasta 1967 a la Pontificia Universidad Gregoriana (Roma). La Compañía de Jesús dirigía, también con sede en Sant Cugat del Vallès, una Facultad de Filosofía.
La nueva Facultad de Teología se configuró en dos secciones: la Sección San Francisco de Borja, con sede en Sant Cugat del Vallès, y la Sección San Paciano, con sede en Barcelona, en el edificio del Seminario Conciliar. La Facultad de Teología mantuvo esta estructura desde el curso 1967-1968 hasta el curso 1983-1984. La colaboración estrecha de las dos instituciones originarias, y la progresiva concentración en la Facultad de Teología de los profesores de los seminarios y casas de formación religiosa de Cataluña, permitieron, durante la primera etapa de la Facultad, el cumplimiento del propósito inicial de reunir lo más estrechamente posible los diversos esfuerzos de investigación, docencia, colaboración con las iglesias locales y con la Iglesia universal, y muy especialmente el propósito de aportar al ámbito eclesial y cultural de Cataluña el servicio específico del diálogo entre la fe y la cultura. En su origen era una de las únicas instituciones educativas que enseñaban en catalán.
A partir del curso 1984-1985, con la aprobación de la Santa Sede, comienza una nueva etapa de la Facultad de Teología de Cataluña. Su sede está en Barcelona en el edificio del Seminario Conciliar, donde hasta entonces tenía sede la Sección San Paciano. Desaparece la estructura en dos secciones. El claustro unitario lo forman los profesores pertenecientes a la Sección San Paciano y otros profesores que hasta entonces pertenecían a la Sección San Francisco de Borja. En 1984 el título de la Facultad, hasta entonces Facultad de Teología de Barcelona, se convierte en Facultad de Teología de Cataluña, a propuesta de la misma Facultad aprobada por la Congregación. La Santa Sede firmó la Declaración de Bolonia para adherirse al Espacio Europeo de Educación Superior en septiembre de 2003. Por eso, a partir del curso 2005-2006 se remodelaron las actividades académicas, cambios que se implementaron en todos los cursos de Grado en el curso 2009-2010 y en los cursos de Máster en el curso 2010-2011. El Estado español reconoció la equivalencia de los títulos en 2011, con el Real Decreto 1619/2011, de 14 de noviembre de 2011 publicado en el BOE el 16 de noviembre de 2011. En el curso 2017-2018, en el que la facultad celebró su 50º aniversario, tenía 2.200 alumnos.
La Facultad de Teología de Cataluña, cuenta con una sede en Barcelona y cinco centros vinculados en Gerona, Tarragona, Vic, Lérida y Mallorca, ofrece: un grado y máster en Ciencias Religiosas, para laicos; y un grado, máster y doctorado en Teología, para seminaristas, fundamentalmente.
La Facultad publica la Revista Catalana de Teologia, de periodicidad semestral desde 1976, con artículos sobre exégesis bíblica, patrística, teología, liturgia, filosofía y ciencias religiosas, escritos en catalán o en cualquier otra lengua y resumidos en inglés.